# Церква святого апостола Андрія Первозванного (Старий Олексинець)
Церква святого апостола Андрія Первозванного в Старому Олексинці — парафія і храм Вишнівецького благочиння Тернопільської єпархії Православної церкви України в селі Старий Олексинець Кременецький району Тернопільської области.
Оголошена пам'яткою архітектури місцевого значення (охоронний номер 164).

## Історія церкви
У селі Старий Олексинець на Кременеччині князь Чарторийський у 1756 році збудував костел.
З 1863 по 1869 роки, завдяки пожертвам священника Іоана Буйницького, костел перебудували на православну церкву та освятили на честь святого апостола Андрія Первозванного. У 1875 році в ній встановили престол на честь святого преподобного Іова Почаївського. У храмі зберігається чудотворна ікона Божої Матері (1756).
З 1950 року церкву використовували як склад, а пізніше переобладнали на молодіжний клуб.
У 1994 році храм приєднали до Київського Патріархату та знову освятили на честь святого апостола Андрія Первозванного. Завдяки зусиллям громади, у храмі оновили стіни, встановили два великі панікадила, придбали церковне начиння та нові дзвони.

## Парохи
- о. А. Буйницький (1881),
- о. Григорій Шкарбін (до 1911),
- о. Супронович,
- о. Рудь,
- о. Микола Мних,
- о. Віталій Кравець,
- о. Микола Шевчук (з ?).